# وگا، نروژ
وگا، نروژ (به لاتین: Vega, Norway) یک شهرداری در نروژ است که در نوردلند واقع شده‌است.

## خصوصیات
وگا ۱۶۳٫۳۳ کیلومترمربع مساحت و ۱٬۲۷۰ نفر جمعیت دارد.

## نگارخانه

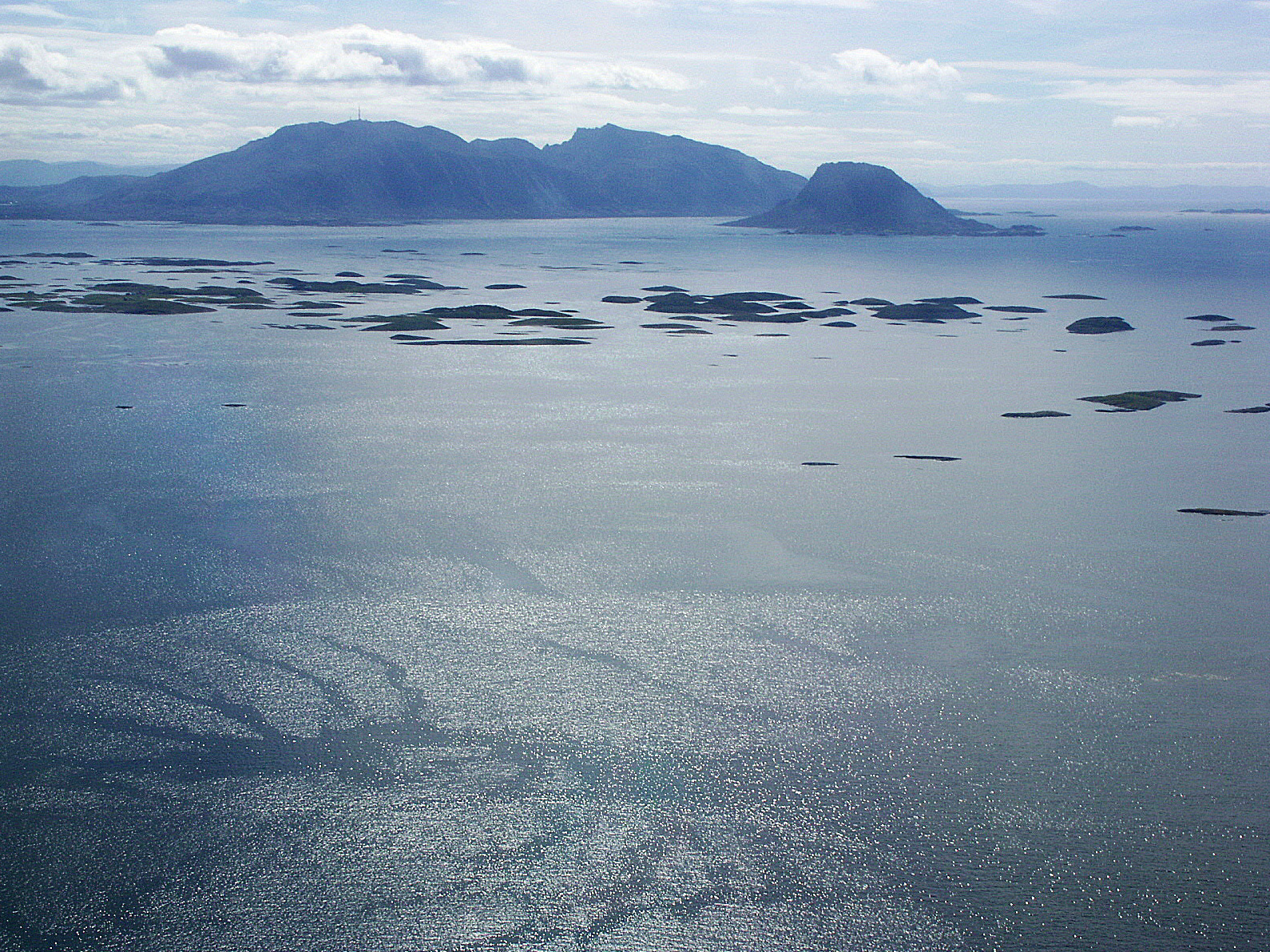
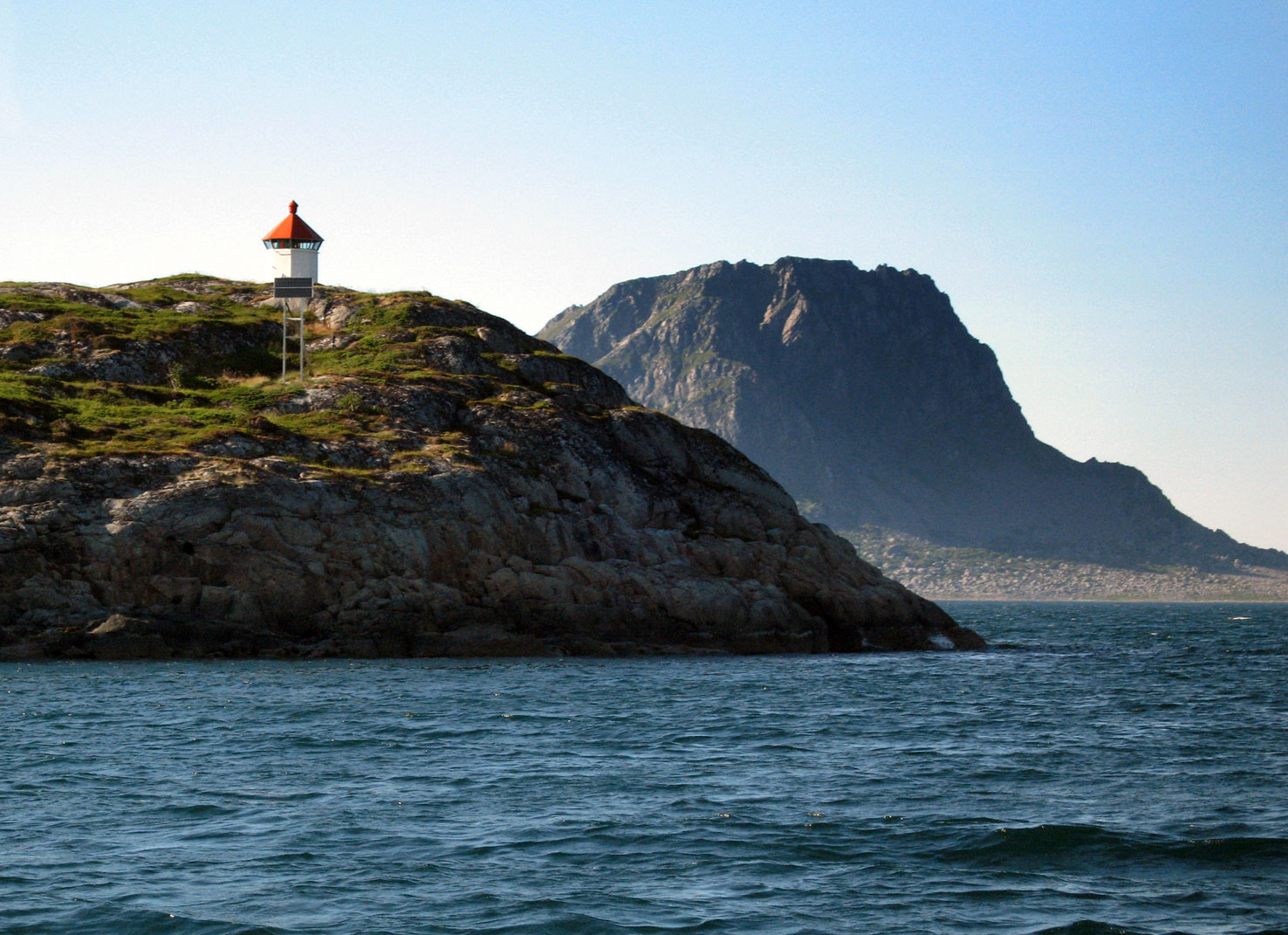
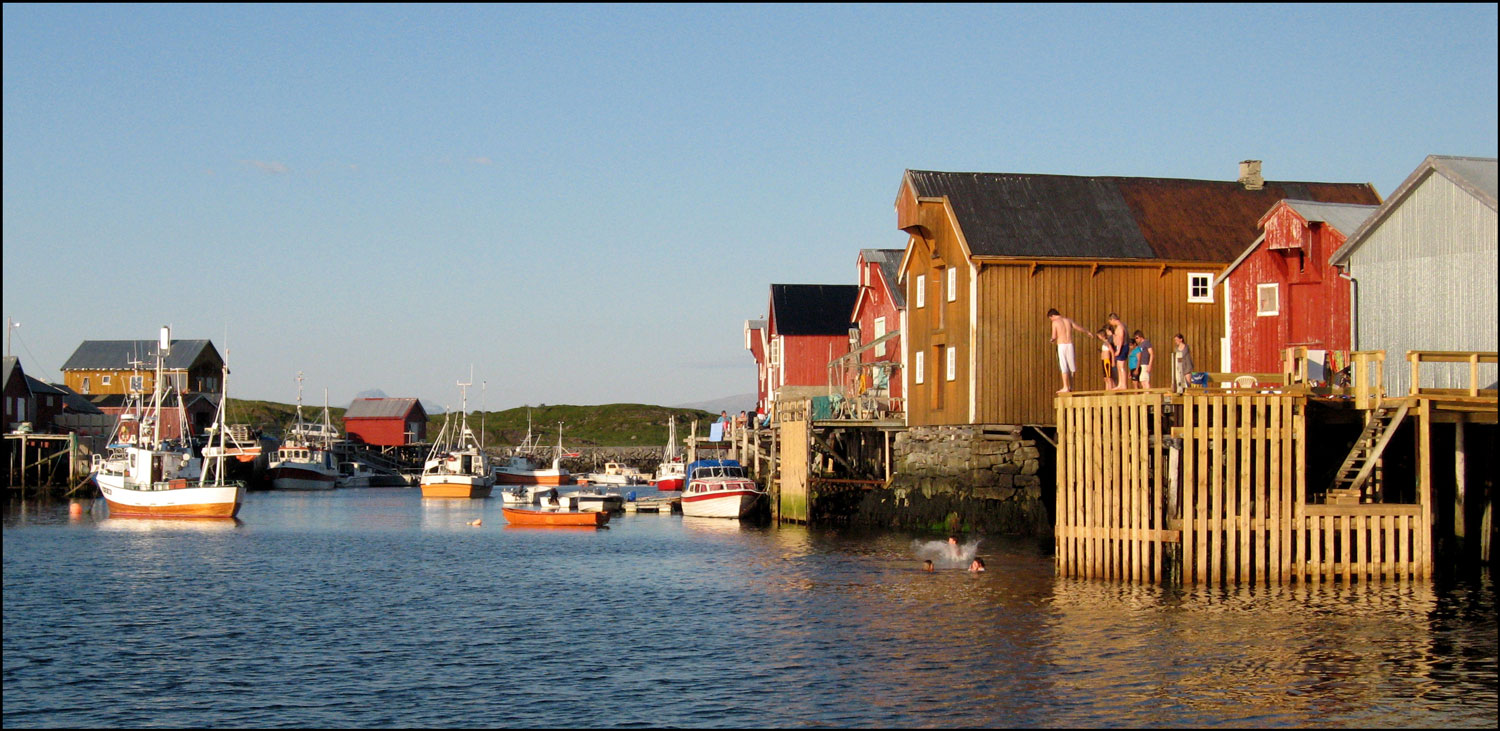